# 羽黒山五重塔
羽黒山五重塔（はぐろさんごじゅうのとう）は山形県鶴岡市羽黒町手向（とうげ）の羽黒山にある室町時代建立の五重塔。

## 概要
山形県にある山岳修験の道場である月山、湯殿山、羽黒山を合わせて出羽三山という。このうち羽黒山には三山の神を祀る三神合祭殿があり、そこへ至る参道の途中、木立の中にこの五重塔が建つ。近くには樹齢1000年、樹の周囲10mの巨杉「爺杉」がある。
東北地方では最古の塔といわれ、昭和41年（1966年）に国宝に指定された。塔の所有者は出羽三山神社（月山神社出羽神社湯殿山神社）である。
平安時代中期の承平年間（931年 - 938年）平将門の創建と伝えられているが定かではない。現存する塔は、『羽黒山旧記』によれば応安5年（1372年）に羽黒山の別当職大宝寺政氏が再建したと伝えられる。慶長13年（1608年）には山形藩主最上義光（もがみよしあき）が修理を行ったことが棟札の写しからわかる。この棟札写しによれば、五重塔は応安2年（1369年）に立柱し、永和3年（1377年）に屋上の相輪を上げたという。
塔は総高約29.2メートル、塔身高（相輪を除く）は22.2メートル。屋根は杮（こけら）葺き、様式は純和様で、塔身には彩色等を施さない素木の塔である。
明治時代の神仏分離により、神仏習合の形態だった羽黒山は出羽神社（いではじんじゃ）となり、山内の寺院や僧坊はほとんど廃され、取り壊されたが、五重塔は取り壊されずに残された数少ない仏教式建築の1つである。江戸時代は五重塔の周囲には多くの建造物があったという。
近世までは塔内に聖観音、軍荼利明王、妙見菩薩を安置していたが、神仏分離以後は大国主命を祭神として祀り、出羽三山神社の末社「千憑社（ちよりしゃ）」となっている。

## 所在地
山形県鶴岡市羽黒町手向　羽黒山境内

## 交通
鶴岡駅よりバス40分、徒歩10分